# ژان فان بنتم
ژان فان بنتم (انگلیسی: Jean Van Benthem؛ زادهٔ) دوچرخه‌سوار اهل بلژیک است.